# The First Ones (Stargate SG-1)
The First Ones (Los primeros) es el octavo episodio de la cuarta temporada de la serie de televisión de ciencia ficción Stargate SG-1, y el septuagésimo cuarto capítulo de toda la serie. 

## Trama
Después de tres semanas con SG-11 en P3X-888, el Dr. Daniel Jackson está seguro de que los Goa'uld se originaron allí. Sin embargo, mientras él y el Dr. Robert Rothman desenterraban una reina Goa'uld fosilizada (que para su asombro, no poseía Naquadah en su organismo) una criatura sale del bosque, mata a un miembro del equipo y se lleva a Daniel.
Rothman vuelve al SGC e informa a Hammond lo sucedido; también dice que la criatura al parecer es un Unas. El General entonces permite que SG-1, y SG-2 vayan a rescatar a Daniel.
Los equipos llegan al planeta, pero no logran contactarse con SG-11, que había partido a buscar al Dr. Jackson. Llegan luego al campamento, pero no hay nadie. Unos minutos después, encuentran al Mayor Hawkins vivo, pero desorientado e incapaz de explicar coherentemente lo sucedido. Al parecer el resto del SG-11 está muerto.
Mientras tanto, Daniel se encuentra caminando en el bosque, con sus manos atadas, guiado por un Unas. Cuando llegan a un lago, Daniel logra que el Unas le desate las manos para poder tomar agua. Luego Daniel aprovecha que el Unas se voltea para poder escapar, metiéndose al lago. Extrañamente el Unas parece poco dispuesto a entrar en el agua, y en vez de esto bordea el lago para atrapar a Daniel. Debido a esto, él vuelve adentrarse en el lago, pero pronto nota que hay algo vivo bajo el agua, y decide volver donde el Unas. 
Cuando llega a la orilla, una criatura del lago salta hacia Daniel, pero el Unas la atrapa en el acto y la mata. La criatura resulta ser un simbionte Goa'uld. Más adelante, llegan a una cueva, donde él Unas asa al Goa'uld muerto y le ofrece un poco a Daniel, aunque este rechaza y le tira la cabeza del simbionte de vuelta. Esto pronto se convierte en un juego entre los 2. Después de divertirse Daniel le ofrece un poco de su propio alimento al Unas, el cual lo disfruta mucho. Daniel luego explora la cueva, descubriendo varias imágenes primitivas. Luego deduce que el collar del Unas fue confeccionado para evitar que un simbionte lo infecte, y además que los Unas comenzaron a vivir en esas cuevas para evitar ser poseídos. Sin embargo, el Unas luego realiza un dibujo en la pared que le indica a Daniel que “ha sido marcado para morir”.
Mientras tanto el equipo de rescate se detiene cerca del lago para descansar. En la noche O’Neill comenta con Rothman el extraño comportamiento de Hawkins (sus ojos brillan por un momento, pero nadie se da cuenta). Al otro día, Teal'c descubre que hay Goa'uld en el lago. Como alguien pudo ser tomado como anfitrión durante la noche, Teal’c les ordena tirar sus armas. Teal'c es el único que no pudo ser infectado, por ser Jaffa, así que O’Neill conviene y deja sus armas. Teal'c contacta entonces a los 2 miembros del SG-2 que vigilaban el Portal Estelar, para que vengan a llevarse al resto del equipo. Luego de atar a todos, Teal'c continua voluntariamente la búsqueda de Daniel Jackson. 
Más adelante, Hawkins logra romper sus ataduras e intenta tomar un arma, pero pronto Teal'c aparece y le dispara. Mientras desata al resto, Teal’c les dice que sabía que cualquiera que hubiera sido infectado por un Goa'uld sería lo suficientemente fuerte para romper sus ataduras. Sin embargo, cuando desata a Rothman, este lo derriba y toma su arma, pero O'Neill logra dispararle antes. SG-1 entonces continua buscando a Daniel, mientras el resto del grupo se queda para enterrar a los muertos, y después volver al Portal.
Cuando Daniel despierta al otro día, su captor todavía duerme. Brevemente considera golpearlo en la cabeza con una roca, pero como aún no sabe que va hacer exactamente el Unas con él, declina la idea. Más adelante, Daniel ve que el Unas tiene una herida de bala, y le ofrece ayudarlo con esto. Él logra extraerle la bala al Unas, el cual luego toma a Daniel y lo lleva más adentro en la cueva. Daniel logra hacer marcas en las paredes mientras caminan; el SG-1 llega después y sigue las marcas.
Él Unas lleva a Daniel ante otro Unas, al parecer el líder. El Unas más viejo se acerca a Daniel, pero el Unas captor intercede, aparentemente intentando convencerlo de que Daniel sea “shaka”. El Unas líder se detiene, pero en ese momento llega el SG-1. Daniel los detiene antes de que disparen. 
No obstante, el Unas viejo lanza un rugido, y pronto aparecen más Unas. La situación comienza a verse muy mal, pero Daniel logra comprender lo que ocurre: el Unas lo capturó para algún tipo de rito de iniciación, que al parecer consistía en traerlo cautivo y matarlo, pero el Unas ahora desea que Daniel sea un miembro del clan. Sin embargo los otros Unas no parecen estar acuerdo, y el Unas viejo intenta matar a Daniel. El SG-1 entonces se ve forzado a dispararle, aunque el Unas sigue vivo y vuelve atacar. El captor de Daniel, sin embargo, logra detenerlo y acaba con él, convirtiéndose en el macho alfa del clan. Luego a Daniel le ofrecen unirse al clan, pero este declina la oferta. El Unas comprende, y se va, pero al parecer invitando a Daniel a volver algún día.

## Artistas invitados
- Dion Johnstone como Chaka.
- Jason Schombing como el Dr. Robert Rothman.
- Vincent Hammond como Unas.
- Gary Jones como Walter Harriman.
- Barry Levy como el Mayor Hawkins.
- Steve Bacic como el Mayor Coburn.